# Беретов једњак
Беретов једњак једна је од компликација у подручју цилиндричног епитела доњег дела једњака, која настаје због дуготрајног езофагеалног рефлукса. У 75% случајева болест је праћен горушицом, а у 5-15% болесника, са гастро езофагеалним рефлуксом, манифестује са предканцерозним стањем (метаплазијом или појавом желудачног епитела у једњаку), насталог због дуготрајне изложености желудачној киселини цилиндричног епитела хроничним рефлуксом желудачног садржаја. Стање је названо по Норману Барету (Norman Barrett 1903—1979) који је први описао ово стање 1957. године.
Иако постоји група болесника који немају никаквих симптома, ово стање може бити праћено болом иза грудне кости, који се описују као печење или жарења, и може бити погрешно повезан са коронарном (срчаном) болешћу), спазмима једњака, ахалазијом, дисфагијом (осећајем кнедла у грлу), која омета гутање, раком једњака или горњег желуца. Ови знаци су пратиоци органских промена на једњаку, и знак јака упале слузокоже, сужење езофагуса или малигног процеса у једњаку.
Око 10% болесника са дисфагијом има алармантне симптоме због; крварења (која ендоскопија упућује на ерозивни езофагитис, улкус или рак једњака) појављу губитка апетитат и телесне тежине. Према бројним студијама сматра се да је Беретов једњак премалигно стање, због његове повезаности са повећаним ризиком од настанка рака једњака (најчешће аденоцарцинома ) код око 0,5% болесник у току једне године, а ако постоји тежи степен дисплазије епитела шанса за развој рака једњака може бити и до 10%.
Дијагноза Беретовог једњака поставља се на основу историје болести и ендоскопије (поступак при којем се уводи ендоскоп кроз уста у једњак и прегледа се почетни део дигестивног система до дванаестопалаћног црева). Мада се у развијеним земљама света непрестано прати развој болести и процењује степен дисплазије епителних ћелија, на основу биопсије узорака узетих из једњака, постоји мало доказа да ова пракса помаже. Терапија је симптоматска и хируршка, пре свега оперативно уклањање једњака који је захваћен процесом. Досадашњи покушаји да се аблацијом (уништавање) промењеног епитела једњака заустави болест, нису се показали успешниму спречавању даљег развоја болести или настанака рака на желуцу.

## Синоними
Беретов једњак • Баретов езофагит • Беретов синдром • Колумнарним епителом обложен доњи део једњака (енгл. Сolumnar epithelium lined lower oesophagus (CELLO))

## Историја
Једну од компликација, која се јавља у облику метаплазије ћелија завршног дела једњака, по коме је овај поремећај назван Беретов једњак, први је описао Нуман Р. Барет (Numan R. Barrett 1903—1979), истакнути лондонских грудни хирург, аустралијског порекла. Наиме, Берет је 1950. године објавио чланак под насловом Хронични пептички улкус једњака и езофагитис (енгл. Chronic Peptic Ulcer of the Oesophagus and Oesophagitis), у коме је закључио да се у већина случајева овај улкус јавља код особа са урођеним кратким једњаком. Тада је и предложио да се овај поремећај означи као посебан ентитет код рефлуксног езофагитиса.
Три године касније, у Лидсу, Енглеска, 1953. године, др Алисон, грудни хирург, и др Џонстон, радиолог, објавили су чланак под насловом Једњак обложен желудачном слузокожом (енгл. The Oesophagus Lined With Gastric Mucous Membrane). Они су тада за ову компликацију на једњаку предложили назив Беретов чир, и описали је као улкусну (улцерозну) нишу на сквамо-колумнарној гараници (између слузокоже једњака и желуца) помереној у проксимални део једњак.
Године 1957, Берет је објавио још један чланак под насловом (енгл. The Lower Esophagus Lined by Columnar Epithelium), који је први пут представљен на предавању на клиници Мејо. У њему је изнео став да прихвата предлог Алисона и Џонстона да је ово стање последица урођене појаве колумнарне границе желудачног епитела у једњака, а не продужетак желуца у медијастинум (средогруђе), како се сматрало. Његов закључак, да је облагање једњака колумнарним ћелијијама желуца урођени поремећај, нешто касније је оповргнут.

## Епидемиологија
Морбидитет
Неколико студија процењује да је преваленција Беретовог једњак у општој популацији 1,3% — 1,6% у две европске популације (италијанској, и шведској), и 3,6% у корејској.
Пол
Учесталост Беретовог једњака у Сједињеним Америчким Државама међу мушкарцима осам пута је већа од стопе код кавкаских мушкараца и кавкаских жена и пет пута већа од хиспано Американаца.
Мушко женски однос код Беретовог једњака на глобалном нивоу је 10:1.

## Етиопатогенеза
Беретов једњак као једна од компликација, патогенетски гледано метаплазија је ћелија гастроинтстиналног система која настаје као последица рефлуксног езофагитиса. Како су типови слузокоже једњака и желуца различити, у случајевим кад се кисели садржај желуца у дужем временском периоду враћа, као што је то случај код гастроезофагеалне болести једака, сквамо-колумнарна граница (два типа ћелија) једњака и желуца помера се проксимално ка једњаку и тако настаје поремећај означен као Беретова слузокожа једњака.
Овако настала слузокожа може током времена преко више степена дисплазије да малигно алтерише, претежно у аденокарцином једњака. Код правовременог лечења Беретов једњак може бити реверзибилно стање, које се нормализује без икаквих последица.

## Клиничка слика
Клиничка слика код болесника са Беретовим једњаком има значајне индивидуалне разлике у перцепцији симптома и клиничкој слици, посебно код болесника имају вишегодишњи осећај горушице.
Болесници сау највећем броју случајева се јављају због симптома везаних за постојање гастроезофагеалне рефлуксне болести јер је слузокожа једњака у виду интестиналне цилиндричне метаплазије, и не ствара никакве симптоме. Најчешћи симптоми који се јављају код болесника са Беретовим једњаком су:
- Дугогодишња горушица праћена спонтаним враћањем хране из желуца у једњак (регургитација, која се након вишегодишња горушице последњих неколико месеци спонтано умањила или у потпуности престала.
- Појава ноћне горушице и регургитације
- Учестало подригивање и осећај надутости желуца
- Осећај отежаног гутање хране, који најчешће настаје због оштећене перисталтике тела једњака.
- Појава болова у грудима и у горњем делу желуца.
- Често ови болесници имају и проблем у виду појаве дугогодишњег сувог кашаља, који је узрокован сталним враћањем желудачног садржаја не само у једњак већ и у дисајно стабло.[18]

## Дијагноза
Ендоскопија
Горња ендоскопија је једна од метода која се најчешће користи за процену стања једњака. Изводи се тако што се након увођења танке, флексибилне цеви са извором светлости и камером на врху визуелним прегледом врши уводи у стање једњак, желуца и дванаестопалачног црева. Током овог прегледа могуће је на основу процене лекара са оштећења наведених структура, узети узорак ткива (биопсија) како би се патохистолошким прегледом утврдио узрок оштећење ткива.
Двадесетчетворочасовно испитивање пХ једњака
Овим спитивањем утврђује се једнодневни профил пХ вредности једњака, који најчешће на директан начин утиче на учесталост рефлукса киселине. Ово испитивање није увек од помоћи приликом дијагнозе гастроезофагијалне рефлуксне болести или проблема повезаним са њом. У том смислу тест се обично користи код пацијената са нејасном дијагнозом након ендоскопије или приликом других испитивања. Такође је корисно применити овај тест код пацијената који и поред терапије и даље имају симптоме болести.
Тест са заснива на увођењу танке савитљиве цевчице кроз нос у једњак. Након пласирања цевчица остаје у једњаку током 24 часа а пацијент све време води дневник симптома. Цев је причвршћен за мали уређај који мери количину желудачне киселина доспе у једњак. Подаци се затим анализирају како би се одредила учесталост рефлукса, као и однос рефлукса и симптома.
Алтернативни метод мерења пХ-а је употребом апарата који је причвршћен за једња и шаље податке о пХ-у на монитор изван тела. Ово спречава увођење тубуса у једњаку и нос. Главна мана је што је за пласирање апарата потребна ендоскопија док његово уклањање није потребно, јер он пролази кроз гастроинтестинални систем са столицом.
Манометрија једњака
Манометрија једњака подразумева гутање цеви која мери мишићне контракције једњака. Она може помоћи да се утврди да ли доњи сфинктер једњака ради правилно. Овај тест се обично користи код болесника код којих дијагноза није јасна након пертходно спроведених тестова или код болесника који се разматрају за хируршку процедуру.

## Терапија
Терапија Беретовог једњака заснива се на хигијенско дијететском режиму, леењу лековима и хируршкој терапији.

### Хигијенско дијететски режим
Пацијенти који болују од горушице морају прилагодити свој начин живота и исхрану овом поремећају. У том смислу је пожељно да:
- избаце из исхране унос хране која изазива горушицу,
- уносе храну у мањим количинама, али чешће,
- избегавају унос хране пре спавања,
- редукују телесну тежину,
- престану са пушењем и обуставе конзумирање алкохола,
- обување обуће и везивање пертла обављају у седећем положају,
- спавају на кревету са подигнутим узглављен.

### Медикаментна терапија
Група лекова звана инхибитори протонске пумпе (омепразол, лансопразол, пантопразол и есомепразол) представљају за сада најадекватнију медикаментозну терапију Беретовог једњака, и сваки од њих је иницијално прихватљив. Ипак, најквалитетнији лекови у лечењу Беретовог једњака данас се сматрају пантопразол и есомепразол. Проблем са медикаментозним лечењем Беретовог једнајка је у чињеници да се медикамнтозна терапијама мора узимати у дужем временском периоду.
Дуготрајна примена лекова који врши супресију секреције хлороводоничне киселине, у циљу лечења рефлукса, представља посебан проблем како за пацијенте тако и за лекаре превасходно због пратећих нежељених ефеката, али и цене лечења. Имајући ово у виду потребно је код одређене групе болесника са Беретовим једњаком планирати дефинитивно (хируршко) лечење у виду примене антирефлуксне хирургије.

### Хируршка терапија
У најтежим случајевима, када постоји дисфункција или непотпуно затварање доњег сфинктера једњака, а конзервативни начин лечења не даје резултате, као метода избора у елиминацији застоја рада сфинктера, односно механичко заустављање рефлукса у једњак (са горушицом изазваном гастроезофагеалном рефлукснум болести), примењује се хируршко лечење. Ово је посебно битно, јер се сматра да је за настанак и прогресију Беретовог једњака битан билијарни, алкални рефлукс, који се лековима не може зауставити.
Најчешћа антирефлуксна хируршка процедура која се примењује у лечењу гастроезофагеалне рефлуксне болести је Нисенова операција. Она се заснива на враћању желуца у своју анатомску позицију, сужавању отвора једњака на дијафрагми и ојачавању доњег езофагеалног сфинктера обмотавањем ослобођеног горњег дела желуца око доњег дела једњака. Најчешће се ова процедура изводи лапароскопским приступом. Сама операција носи мали ризик од оперативних компликација а изводи се да дефинитивно реши проблем рефлукса желудачног садржаја у једњак.
Ако се открије дисплазија, ендоскопска ресекција је могућа (и препоручује се). Овом методом, током нормалног ендоскопског прегледа, тумор се прво усисава, а затим ресецира замком. Међутим, у случају малигних промена које расту дубље у слојеве зида једњака (у субмукозу), потребно је спровести хируршку терапију ( езофагектомију ), јер у овом случају постоји ризик од метастаза у лимфним чворовима. Такође постоји могућност облитерације Беретове метаплазије. Ово се углавном препоручује као пратећа терапија за ресекцију видљиве неоплазије и у присуству дисплазије. Радиофреквентна аблација, у којој се ткиво уништава топлотом, је најчешће коришћена метода. Главни ризик ове технике је стварање контракција у једњаку због ожиљног ткива (стриктуре).  Због тога се не користи у Беретовој метаплазији без дисплазије, посебно зато што не доводи до трајне регресије метаплазије.

## Прогноза
Беретов једњак као једно од преканцерозних стања у гастроинетсиналном систему може малигно да алтерира у аденокарцином, са стопом смртности од преко 85%.
Ризик од развоја аденокарцинома код особа са Баретовим једњаком процењена је на 6-7 случајева на 1.000 становника годишње. Међутим студија из 2011. године, која је обухватила 11.028 болесника из Данске, показала је да је учесталост аденокарцинома једњака само 1,2 на 1.000 становника годишње или 5,1 на 1.000 пацијената годишње са дисплазијом, и 1,0 на 1.000 пацијената годишње без знакова дисплазије.
Релативни ризик обољевања од аденокарцинома једњака је око 10 на 1.000 становника, код болесника са Беретовим једњаком, у поређењу са општом популацијом.
Већина болесника са карциномом једњака живи мање од 1 године.

## Трошкови лечења
| Болест                             | САД                                    | ЕУ      |
| ---------------------------------- | -------------------------------------- | ------- |
| Гастроезофагеална рефлуксна болест | 9.300. $ 62% медикаментно 32% хируршко | 2.700 € |
| Беретов једњак                     | 1.500. $                               | 530 €   |